# Maxwell (Iowa)
Maxwell es una ciudad ubicada en el condado de Story en el estado estadounidense de Iowa. En el Censo de 2010 tenía una población de 920 habitantes y una densidad poblacional de 321,17 personas por km².

## Geografía
Maxwell se encuentra ubicada en las coordenadas 41°53′29″N 93°23′46″O / 41.89139, -93.39611. Según la Oficina del Censo de los Estados Unidos, Maxwell tiene una superficie total de 2.86 km², de la cual 2.86 km² corresponden a tierra firme y (0%) 0 km² es agua.

## Demografía
Según el censo de 2010, había 920 personas residiendo en Maxwell. La densidad de población era de 321,17 hab./km². De los 920 habitantes, Maxwell estaba compuesto por el 98.59% blancos, el 0.33% eran afroamericanos, el 0.22% eran amerindios, el 0.43% eran asiáticos, el 0% eran isleños del Pacífico, el 0% eran de otras razas y el 0.43% pertenecían a dos o más razas. Del total de la población el 0.43% eran hispanos o latinos de cualquier raza.